# Dance Again World Tour
The Dance Again World Tour es la primera gira musical mundial de la cantante estadounidense Jennifer Lopez para promocionar su disco de éxitos Dance Again: The Hits. La gira dio comienzo el 14 de junio de 2012 en la ciudad de Panamá y tuvo un recorrido por Estados Unidos, Canadá, Europa, Asia, Oceanía y Sudamérica. En los shows de Estados Unidos y Canadá compartió cartel con Enrique Iglesias. La gira se filma en formator 3D para lanzar un Documental que no solo incluirá el concierto sino también a lo que se enfrentó Jennifer al hacer su primera gira mundial en pleno proceso de Divorcio con Marc Anthony, se estrenó el 31 de diciembre del 2014 por el canal HBO.
Su recorrido se ha dividido en: América, Europa, Asia y Oceanía.
La gira concluyó el 22 de diciembre en San Juan (Puerto Rico), donde Jennifer Lopez ofreció dos conciertos junto con los artistas Wisin & Yandel.

## Desarrollo
En marzo de 2012, Jennifer Lopez confirmó que realizaría una serie de conciertos en Brasil. Tras este anuncio, la revista Billboard publicó que Jennifer estaba en negociaciones con Enrique Iglesias para llevar a cabo una gira conjunta por Estados Unidos en verano. Los rumores fueron confirmados por la propia Jennifer en el programa de radio "On Air with Ryan Seacrest" el 30 de abril de 2012. Al día siguiente, Jennifer Lopez y Enrique Iglesias dieron una conferencia de prensa anunciando su gira conjunta. Además en dicha conferencia de prensa se anunció que los artistas Wisin & Yandel serían los encargados del acto de apertura de los conciertos, aunque a unas semanas del inicio de la gira anunciaron que se retiraban del cartel debido a problemas de producción. Desde la web oficial de Jennifer Lopez se habilitó una nueva sección denominada "Tour Feed" destinada a informar sobre detalles de la gira y proporcionar contenido exclusivo a los fanes. Desde dicha sección se fueron desvelando más detalles sobre el show de Jennifer, como que la dirección artística correría a cargo Beau "Casper" Smart y la coreógrafa Liz Imperio, bajo la supervisión de la propia Lopez.
La gira conjunta estaba concebida como dos shows independientes de la misma duración en la que no se daría mayor protagonismo a ninguna de las dos estrellas. A pesar de los rumores, Jennifer Lopez y Enrique Iglesias no interpretaron ninguna canción juntos durante la gira. En cada fecha el orden de actuación se alternaba y había un descanso de 50 minutos para realizar los cambios en el escenario.
En junio de 2012 la web oficial de Jennifer Lopez anunció que tras la gira Norteamericana junto a Enrique Iglesias, Jennifer Lopez continuaría una gira en solitario por Europa bajo el título The Dance Again World Tour. Durante el verano, a medida que la gira Norteamericana se sucedía, se confirmaban nuevas fechas de la gira en solitario de Jennifer, confirmándose su presencia en las más importantes capitales europeas y expandiéndola a Asia y Oceanía. El concepto del tour era el mismo que el de la gira conjunta con Enrique, con mínimas modificaciones en el setlist y en el vestuario. En septiembre, mediante su cuenta oficial de Twitter confirmó que la gira concluiría con dos conciertos en Puerto Rico, acompañada esta vez por los artistas Wisin & Yandel, quienes a su vez también concluyen su gira mundial.

## Vestuario
El diseñador Libanés Zuhair Murad ha sido el encargado de diseñar el vestuario de la gira. Lopez es una gran admiradora de los diseños de Zuhair Murad y se le ha visto en numerosas ocasiones luciendo sus diseños en diversos actos sociales y más recientemente en el programa American Idol. Zuhair Murad a través de su página web mostró el 12 de junio dos de los diseños que elaboró para la gira; una túnica de seda roja que una vez quitada dejaba ver un vestido rojo de pedrería haciendo forma de llamas. Murad creó seis diferentes looks para la gira, entre los que se incluyen: ajustados monos con cristales de Svarowski, un chándal con pedrería, una capa con miles de plumas, un mini-vestido con flecos bordados a mano inspirado en los vestidos del carnaval de Río de Janeiro y un sensual body con transparencias. A lo largo de la gira mundial se han producido pequeños cambios en el vestuario debido a los cambios en la estructura del concierto.

## Críticas
Sobre el concierto de Brasil, en el cual Jennifer tuvo que actuar bajo una lluvia torrencial, Ashley Percival del Huffington Post escribió halagos hacia la forma física de Jennifer y la calificó de "auténtica guerrera" por ser capaz de llevar a cabo el concierto bajo la lluvia. Un pequeño descuido en el vestuario durante el concierto de Italia causó cierta cierto revuelo mediático. Sobre el concierto en el "O2 Arena" de Londres, Rachael Wheeler del Daily Mirror calificó el show como: "una explosión de color y sonido". Wheeler también comentó que: "A pesar de ser una pequeña cantante en un gran escenario J.Lo llenó el O2 con sus impresionantes rutinas de baile y su energía". Robert Copsey de Digital Spy comentó sobre el concierto que Jennifer Lopez "demostró estar en plena forma durante el concierto." Sobre el concierto en Madrid, Rosa belmonte del diario ABC calificó el concierto como "Apoteosis Kitsh en Madrid". También sobre el concierto en Madrid, la agencia de noticias Europa Press publicó que el concierto fue "un show que no dejó indiferente a nadie, ojalá no pasen otros 13 años hasta que vuelva a nuestro país"

## Sinopsis del concierto

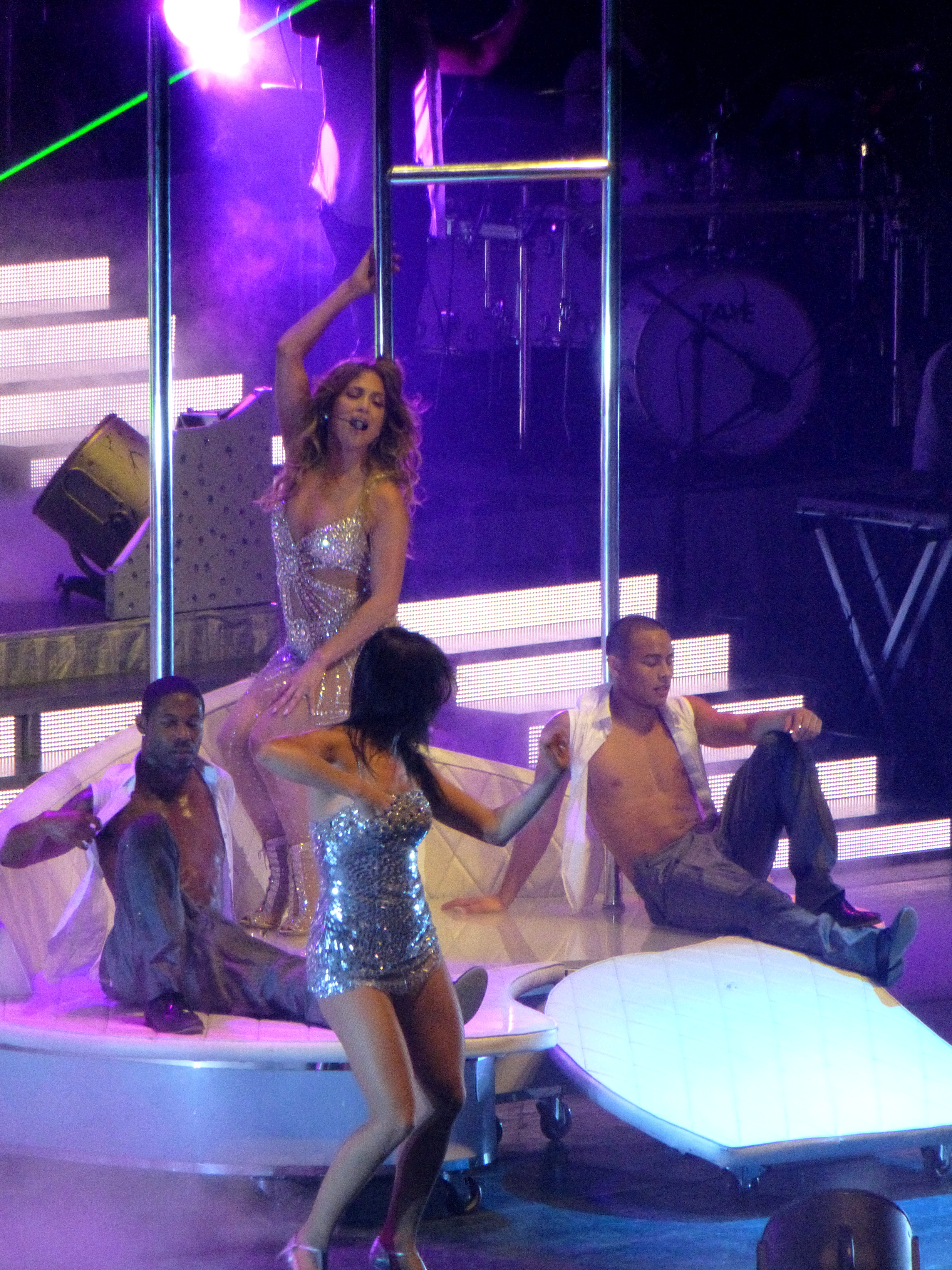
J.Lo interpretando "Waiting for Tonight" en París

La gira "Dance Again World Tour" se divide en cinco actos. A pesar de que parte de la gira se ha desarrollado por Norteamérica junto con Enrique Iglesias, tanto el concepto de la gira como la escenografía se ha mantenido durante todos los tramos de la gira. Únicamente se han hecho pequeños cambios en el setlist y en el vestuario para agilizar el concierto en los shows de Norteamérica.
El primer acto es "Old Hollywood Glamour" ("El glamour del antiguo Hollywood"). Un telón con las iniciales "J.Lo" con incrustaciones de pedrería brillantes cubre el escenario. Al inicio del concierto los bailarines salen a escena vestidos con traje de chaqueta, bastones y sombreros de copa. El telón cae y se desvela el escenario, compuesto por unas escaleras iluminadas y una pantalla gigante desde la que se proyecta un video en el que aparece Jennifer Lopez cantando "Never Gonna Give Up" en lo que parece el camerino del set de rodaje de una película. Jennifer Lopez lleva un vestido compuesto por un body de cristales y pedrería y una falda y un sombrero confeccionados con plumas blancas. Al finalizar el video Jennifer aparece en escena vestida del mismo modo que en el video para despojarse del sombrero y la falda, quedándose vestida en un sensual mono de pedrería. Tras esto un bailarín le lanza un bastón y Jennifer grita "Let's get it!" (¡vamos!) y comienza a interpretar "Get Right". Después interpreta "Love Don't Cost a Thing", "I'm Into You" y "Waiting for Tonight" en una plataforma móvil con unas barras de pole dance.

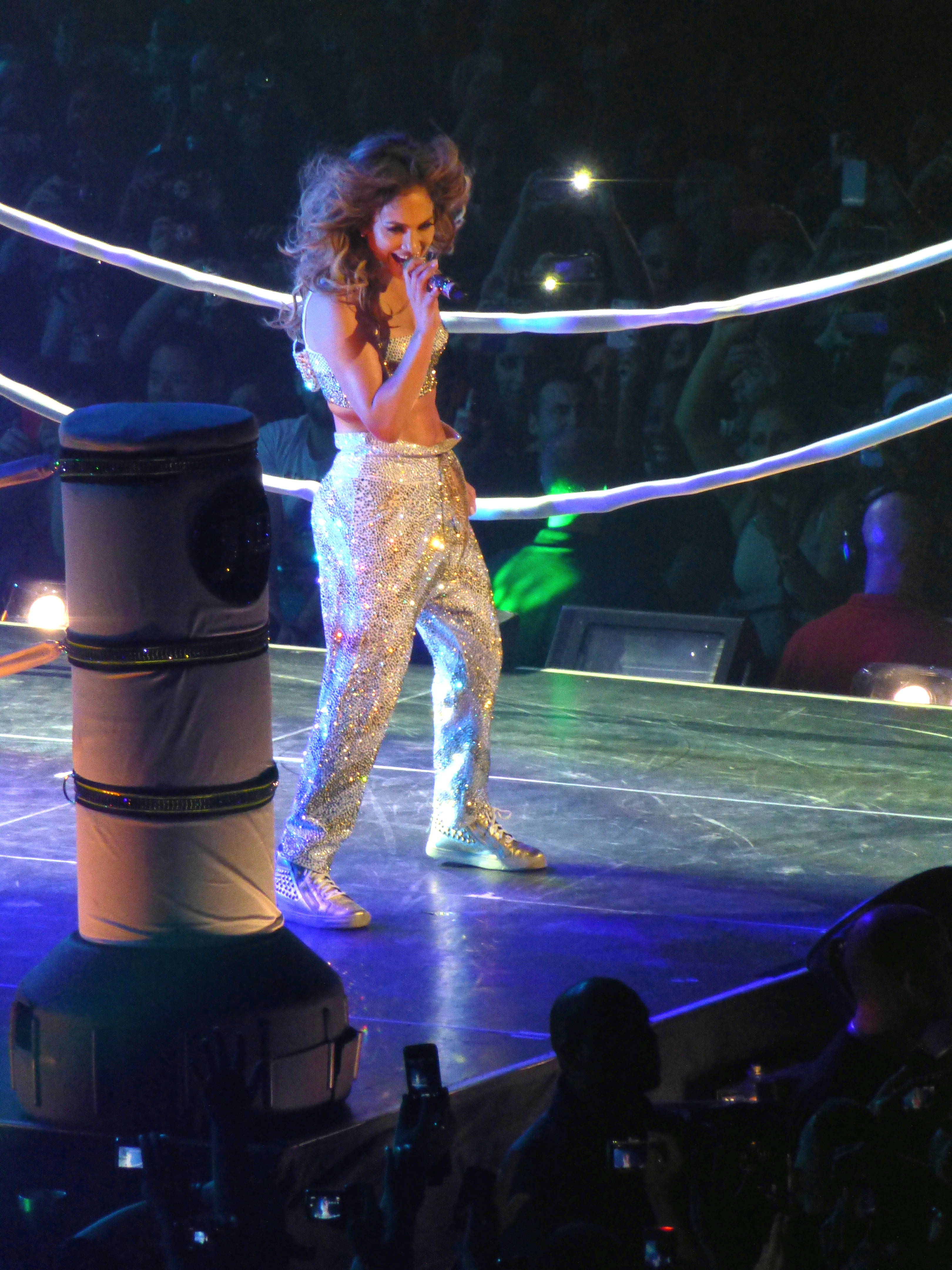
J.Lo interpretando "Goin' In" en París.

El concepto del segundo acto es "Back to the Bronx" ("De vuelta al Bronx"). Al final de la pasarela del escenario se recrea un combate de boxeo mientras suena el tema "Louboutins" y se proyectan imágenes de Jennifer Lopez vestida con atuendos de boxeo. Jennifer Lopez aparece vestida en el escenario con un top y unos pantalones de chándal con incrustaciones de pedrería dorada e interpreta el tema "Goin' In". Al terminar el tema Jennifer Lopez se dirige al público hablando de sus orígenes en el Bronx de Nueva York para dar paso a un medley de sus números uno de R&B. Finalmente interpreta el icónico hit "Jenny from the Block".
El tercer acto, cuya temática es "Funky & Love" comienza con la proyección de un video en el que Jennifer Lopez aparece bailando con su pareja el bailarín Beau "Casper" Smart a ritmo de la balada "Baby I Love U!". El video se interrumpe por Jennifer Lopez diciendo "Enough of this lovey dovey stuff, gimme some funk!" ("¡Basta de tantas canciones amorosas, dame funk!") y aparece vestida con un mini-vestido azul con falda compuesta de flecos. Durante este acto le acompañan dos bailarines vestidos con trajes de lentejuelas azules. Tras irrumpir en escena Jennifer comienza a cantar "Hold It, Don't Drop It" hasta que los bailarines se la llevan del escenario arropándola con una capa confeccionada con miles de flecos azules. En los conciertos de América del Sur durante este acto además se interpretan las canciones "Do it Well" y "Whatever You Wanna Do".

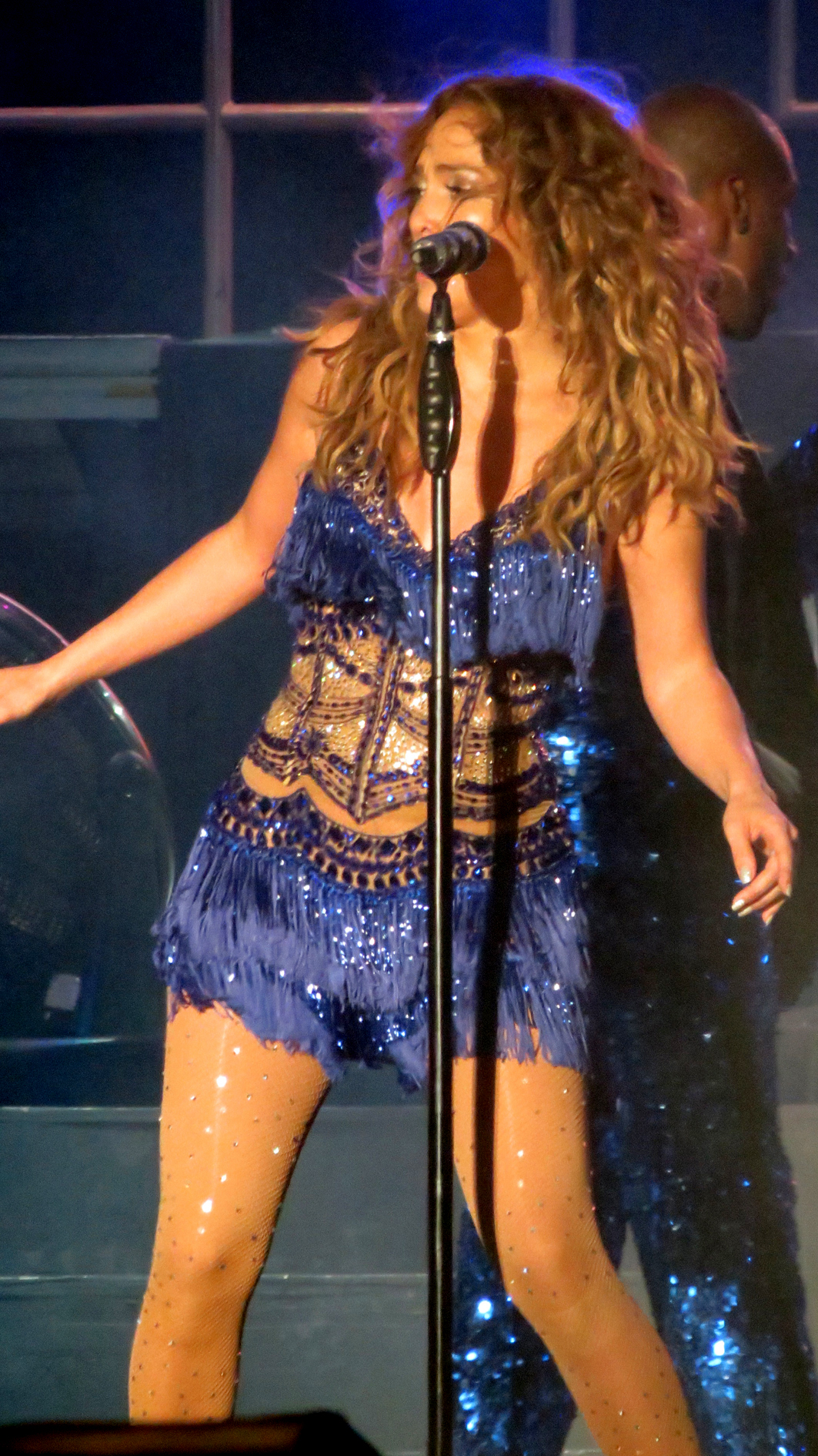
J.Lo interpretando "Hold it don't drop it" en Brasil

El cuarto acto es el acto más intimista. El escenario se ilumina con una tenue luz y miles de lucecitas se iluminan a modo de estrellas mientras la banda interpreta un interludio compuesto por un remix instrumental de las canciones "I'm Glad", "Brave" y "Secretly". Tras esto, Jennifer aparece vestida con una túnica de seda azul clara (roja en Sudamérica). Durante la gira conjunta con Enrique Iglesias, por limitaciones de tiempo se prescinde del interludio instrumental. Durante la gira conjunta, al finalizar "Hold It, Don't Drop It" Jennifer no abandona el escenario y realiza el cambio de vestuario en el escenario, cuando las bailarinas le ponen encima del mini-vestido una túnica (en este caso azul oscura). En este acto Jennifer Lopez interpreta junto a un guitarrista la versión acústica de "If You Had My Love" y termina el acto dedicando la canción "Until It Beats No More" a sus hijos mientras se proyectan imágenes y videos de ellos. Durante la gira por Sudamérica antes de "Until It Beats No More" Lopez interpreta su éxito en español "Qué hiciste" mientras que en algunas fechas seleccionadas durante la gira por Norteamérica y en Madrid Jennifer interpreta el tema de Selena "No me Queda más".
En el quinto acto el escenario se transforma en el "Club Babalu". Los bailarines interpretan una escena de baile mientras suena música latina. Jennifer aparece en lo alto de las escaleras vestida con un traje de chaqueta y con un sombrero al ritmo de "Let's Get Loud". Antes de finalizar la canción los bailarines cubren a Jennifer con unos abanicos de plumas y tras retirar los abanicos jennifer aparece sin el traje ataviada ahora con un vestido de pedrería rojo simulando unas llamas. Durante la gira norteamericana, en lugar de un vestido rojo aparece con un body de pedrería negro con transparencias. Acto seguido Jennifer interpreta "Papi". Tras esta canción asciende un trono a lo alto del escenario, los bailarines entregan un cetro y visten a Jennifer con una capa con plumas y Jennifer comienza a cantar las primeras frases de "Llorando se fue" (Lambada) para pasar a cantar el hit "On the floor". Tras esto Jennifer abandona el escenario sentada en el trono y despidiéndose del público.
El último acto comienza con la proyección de un video en el que Jennifer aparece ataviada con una máscara y un vestido de seda negro mientras se proyectan reflexiones de Jennifer sobre el amor. El video termina con Jennifer Lopez diciendo "Always remember: you will live, you will love, you will dance again" ("siempre recuerda: vas a vivir, vas a amar y vas a bailar otra vez"). Jennifer Lopez aparece sentada en un trono humano formado por su cuerpo de baile y comienza a interpretar "Dance again"vestida con un mono compuesto de pedrería dorada. Durante el "Dance-break" de la canción aparece Beau "Casper" Smart para realizar la rutina de baile que hacen en el videoclip. Finalmente Jennifer se despide del público entre confetti y fuegos artificiales.

## Película "Dance Again 3D"
Los conciertos de Europa, Asia y Australia serán grabados para la producción de una película llamada "Dance Again". El productor de la película será Simon Fields, quien ha descrito la película como un "enérgico documental" que "combinará escenas del concierto rodadas en 3D con contenido en 2D rodado durante la gira alrededor de Europa, Asia y Australia". Según Fields la parte documental de la película reflejará tanto la vida personal como profesional de Jennifer Lopez. Ality Technica será el encargado de la producción técnica 3D, con Ted Kennedy como director. Fields, Benny Medina y la propia Jennifer López producirán la película a través de la productora Nuyorican Productions. La filmación en 3D comenzó en Lisboa, donde se grabó íntegramente tanto el concierto como los ensayos el día anterior al concierto. Se estrenará en exclusiva por el canal HBO el 31 de diciembre del 2014, con planes de lanzarlo en formato casero Blu-Ray & DVD para inicios del 2015.

## Actos de apertura
- Wisin & Yandel (Caracas).
- Ivete Sangalo  (Fortaleza y Recife, Brasil)
- Frankie J (North America)[18]
- Stooshe (Irlanda y Reino Unido)[19]
- Emin (Baku)[20]
- Pascal Nouma (Turquía)[21]
- Kate Alexa (Australia)[22]

| Repertorio: Wisin y Yandel |
| --- |
| 1. Zun Zun 2. Ahora es 3. Tu olor 4. Peligro 5. Mírala Bien 6. Pam pam 7. Rakata 8. Noche de sexo 9. Abusadora 10. No Me Digas Que No (Enrique Iglesias cover) 11. Irresistible 12. Estoy Enamorado 13. No te detengas 14. Mayor que yo 15. Noche de entierro 16. Sexy Movimiento 17. Hipnotízame 18. Permítame 19. Besos mojados 20. Me estás tentando 21. Te siento Encore 1. Follow the leader (With JLO) 2. Algo me gusta de ti |

## Listado de canciones
Acto I "Old Hollywood Glamour"
1. "Never Gonna Give Up" (Video Introducción)
2. "Get Right"
3. "Love Don't Cost a Thing"
4. "I'm Into You"
5. "Waiting for Tonight"

Acto II "Back To The Bronx"
1. "Louboutins" (Transición de boxeo con los bailarines)
2. "Goin' In"
3. Medley:

- "I'm Real (Murder Remix)"
- "All I Have"
- "Ain't It Funny (Murder Remix)"

1. "Jenny from the Block"

Acto III  "Funky & Love"
1. "Baby I Love U!" (Video Interludio)
2. "Hold It Don't Drop It"

Acto IV
1. "Brave" / "I'm Glad" / "Secretly" (Video Interludio)
2. "If You Had My Love" (Acústico)
3. "No Me Queda Más1"(Cover de Selena)
4. "Until It Beats No More"

Acto V "Party"
1. "Club Tropicana Transition" (Transición con los bailarines)
2. "Let's Get Loud"
3. "Papi"
4. "On the Floor"

Encore
1. "Dance Again"

Acto I "Old Hollywood Glamour"
1. "Never Gonna Give Up" (Video Introducción)
2. "Get Right"
3. "Love Don't Cost a Thing"
4. "I'm Into You"
5. "Waiting for Tonight"

Acto II "Back To The Bronx"
1. "Louboutins" (Transición de boxeo con los bailarines)
2. "Goin' In"
3. Medley:

- "I'm Real (Murder Remix)"
- "All I Have"
- "Feelin' So Good"
- "Ain't It Funny (Murder Remix)"

1. "Jenny from the Block"

Acto III
1. "Starting Over" / "I'm Glad" / "Secretly" (Video Interludio)
2. "If You Had My Love" (Acústico)
3. "Qué Hiciste"
4. "Until It Beats No More"

Acto IV "Funky & Love"
1. "Baby I Love U!" (Video Interludio)
2. "Do It Well"
3. "Whatever You Wanna Do"
4. "Hold It Don't Drop It"

Acto V "Party"
1. "Club Tropicana Transition" (Transición de baile)
2. "Let's Get Loud"
3. "Papi"
4. "On the Floor"

Encore
1. "Dance Again"

Acto I "Old Hollywood Glamour"
1. "Never Gonna Give Up" (Video Introducción)
2. "Get Right"
3. "Love Don't Cost a Thing"
4. "I'm Into You"
5. "Waiting for Tonight"

Acto II "Back To The Bronx"
1. "Louboutins" (Transición de boxeo con los bailarines)
2. "Goin' In"1
3. Medley:

- "I'm Real (Murder Remix)"
- "All I Have"
- "Ain't It Funny (Murder Remix)"

1. "Jenny from the Block"

Acto III "Funky & Love" (*)
1. "Baby I Love U!" (Video Interludio)
2. "Hold It Don't Drop It"
3. "If You Had My Love" (Acústico)
4. "No Me Queda Más2"(Cover de Selena)
5. "Until It Beats No More"

Acto IV "Party"
1. "Club Tropicana Transition" (Transición de baile)
2. "Let's Get Loud"
3. "Papi"
4. "On the Floor"

Encore
1. "Dance Again"

(*) En algunas fechas por limitaciones de tiempo no se interpretó el acto III

1 No interpretada en Canadá.
Fuente:

## Fechas de la gira
| Fecha                    | Ciudad           | País                   | Lugar                                             |
| América                  | América          | América                | América                                           |
| ------------------------ | ---------------- | ---------------------- | ------------------------------------------------- |
| 14 de junio de 2012      | Panamá           | Panamá                 | Figali Convention Center                          |
| 16 de junio de 2012      | Caracas          | Venezuela              | Estadio de fútbol de la Universidad Simón Bolívar |
| 19 de junio de 2012      | Santiago         | Chile                  | Movistar Arena                                    |
| 21 de junio de 2012      | Buenos Aires     | Argentina              | Club GEBA                                         |
| 23 de junio de 2012      | São Paulo        | Brasil                 | Arena Anhembi                                     |
| 27 de junio de 2012      | Río de Janeiro   | Brasil                 | HSBC Arena                                        |
| 30 de junio de 2012      | Fortaleza        | Brasil                 | Centro de Convenções                              |
| 1 de julio de 2012       | Recife           | Brasil                 | Centro de Convenções                              |
| 14 de julio de 2012      | Montreal         | Canadá                 | Bell Centre                                       |
| 15 de julio de 2012      | Montreal         | Canadá                 | Bell Centre                                       |
| 17 de julio de 2012      | Toronto          | Canadá                 | Air Canada Centre                                 |
| 18 de julio de 2012      | Toronto          | Canadá                 | Air Canada Centre                                 |
| 20 de julio de 2012      | Newark           | Estados Unidos         | Prudential Center                                 |
| 21 de julio de 2012      | Newark           | Estados Unidos         | Prudential Center                                 |
| 25 de julio de 2012      | Boston           | Estados Unidos         | TD Garden                                         |
| 26 de julio de 2012      | Uncasville       | Estados Unidos         | Mohegan Sun Arena                                 |
| 28 de julio de 2012      | Washington D. C. | Estados Unidos         | Verizon Center                                    |
| 29 de julio de 2012      | Atlantic City    | Estados Unidos         | Boardwalk Hall                                    |
| 1 de agosto de 2012      | Mineápolis       | Estados Unidos         | Target Center                                     |
| 3 de agosto de 2012      | Chicago          | Estados Unidos         | United Center                                     |
| 4 de agosto de 2012      | Kansas City      | Estados Unidos         | Sprint Center                                     |
| 8 de agosto de 2012      | San José         | Estados Unidos         | HP Pavilion at San Jose                           |
| 11 de agosto de 2012     | Anaheim          | Estados Unidos         | Honda Center                                      |
| 16 de agosto de 2012     | Los Ángeles      | Estados Unidos         | Staples Center                                    |
| 17 de agosto de 2012     | Los Ángeles      | Estados Unidos         | Staples Center                                    |
| 18 de agosto de 2012     | Paradise         | Estados Unidos         | Mandalay Bay Events Center                        |
| 23 de agosto de 2012     | San Antonio      | Estados Unidos         | AT&T Center                                       |
| 25 de agosto de 2012     | Dallas           | Estados Unidos         | American Airlines Center                          |
| 26 de agosto de 2012     | Houston          | Estados Unidos         | Toyota Center                                     |
| 29 de agosto de 2012     | Atlanta          | Estados Unidos         | Philips Arena                                     |
| 31 de agosto de 2012     | Miami            | Estados Unidos         | American Airlines Arena                           |
| 1 de septiembre de 2012  | Miami            | Estados Unidos         | American Airlines Arena                           |
| Europa                   |                  |                        |                                                   |
| 23 de septiembre de 2012 | Bakú             | Azerbaiyán             | Baku Crystal Hall                                 |
| 25 de septiembre de 2012 | Minsk            | Bielorrusia            | Minsk Arena                                       |
| 27 de septiembre de 2012 | Gdánsk           | Polonia                | PGE Arena Stadium                                 |
| 5 de octubre de 2012     | Lisboa           | Portugal               | Pavilhao Atlántico                                |
| 7 de octubre de 2012     | Madrid           | España                 | Palacio de los Deportes                           |
| 10 de octubre de 2012    | Zürich           | Suiza                  | Hallenstadion                                     |
| 11 de octubre de 2012    | Bolonia          | Italia                 | Unipol Arena                                      |
| 13 de octubre de 2012    | Berlín           | Alemania               | O2 World                                          |
| 14 de octubre de 2012    | Amberes          | Bélgica                | Sportpaleis                                       |
| 16 de octubre de 2012    | París            | Francia                | Paris Bercy                                       |
| 17 de octubre de 2012    | Amnéville        | Francia                | Galaxie Amnéville                                 |
| 19 de octubre de 2012    | Dublín           | Irlanda                | 3Arena                                            |
| 22 de octubre de 2012    | Londres          | Reino Unido            | The O2 Arena                                      |
| 25 de octubre de 2012    | Munich           | Alemania               | Olympiahalle                                      |
| 26 de octubre de 2012    | Praga            | República Checa        | O2 Arena                                          |
| 28 de octubre de 2012    | Hamburgo         | Alemania               | O2 World Hamburg                                  |
| 29 de octubre de 2012    | Róterdam         | Países Bajos           | Ahoy                                              |
| 31 de octubre de 2012    | Oberhausen       | Alemania               | König Pilsener Arena                              |
| 3 de noviembre de 2012   | Copenhague       | Dinamarca              | Forum Copenhagen                                  |
| 5 de noviembre de 2012   | Estocolmo        | Suecia                 | Globe Arena                                       |
| 7 de noviembre de 2012   | Helsinki         | Finlandia              | Hartwall                                          |
| 8 de noviembre de 2012   | San Petersburgo  | Rusia                  | Ice Palace Saint Petersburg                       |
| 10 de noviembre de 2012  | Moscú            | Rusia                  | Crocus City Hall                                  |
| 11 de noviembre de 2012  | Moscú            | Rusia                  | Crocus City Hall                                  |
| 13 de noviembre de 2012  | Kiev             | Ucrania                | Palace of Sports                                  |
| 14 de noviembre de 2012  | Estambul         | Turquía                | Ataköy Athletics Arena                            |
| 16 de noviembre de 2012  | Estambul         | Turquía                | Ülker Sports Arena                                |
| 17 de noviembre de 2012  | Estambul         | Turquía                | Ülker Sports Arena                                |
| 18 de noviembre de 2012  | Sofía            | Bulgaria               | Armeec Arena                                      |
| 20 de noviembre de 2012  | Belgrado         | Serbia                 | Kombank Arena                                     |
| Asia                     |                  |                        |                                                   |
| 22 de noviembre de 2012  | Dubái            | Emiratos Árabes Unidos | Dubai Media City                                  |
| 24 de noviembre de 2012  | Shanghái         | China                  | Mercedes-Benz Arena                               |
| 26 de noviembre de 2012  | Manila           | Filipinas              | SM Arena                                          |
| 28 de noviembre de 2012  | Hong Kong        | Hong Kong              | AsiaWorld Arena                                   |
| 30 de noviembre de 2012  | Yakarta          | Indonesia              | MEIS Arena                                        |
| 2 de diciembre de 2012   | Kuala Lumpur     | Malasia                | Estadio Merdeka                                   |
| 4 de diciembre de 2012   | Singapur         | Singapur               | The Meadow, Gardens by the Bay                    |
| Oceanía                  |                  |                        |                                                   |
| 6 de diciembre de 2012   | Perth            | Australia              | Perth Arena                                       |
| 9 de diciembre de 2012   | Adelaide         | Australia              | Adelaide Entertainment Centre                     |
| 11 de diciembre de 2012  | Melbourne        | Australia              | Rod Laver Arena                                   |
| 12 de diciembre de 2012  | Melbourne        | Australia              | Rod Laver Arena                                   |
| 14 de diciembre de 2012  | Sídney           | Australia              | Allphones Arena                                   |
| 15 de diciembre de 2012  | Sídney           | Australia              | Allphones Arena                                   |
| 18 de diciembre de 2012  | Brisbane         | Australia              | Brisbane Entertainment Centre                     |
| América                  |                  |                        |                                                   |
| 21 de diciembre de 2012  | San Juan         | Puerto Rico            | Coliseo de Puerto Rico José Miguel Agrelot        |
| 22 de diciembre de 2012  | San Juan         | Puerto Rico            | Coliseo de Puerto Rico José Miguel Agrelot        |

### Cancelaciones de conciertos
| Fecha                   | Ciudad     | País           | Lugar            | Motivo de cancelación |
| ----------------------- | ---------- | -------------- | ---------------- | --------------------- |
| 12 de agosto de 2012    | Anaheim    | Estados Unidos | Honda Center     | Desconocidas          |
| 2 de septiembre de 2012 | Orlando    | Estados Unidos | Amway Center     | Problemas logísticos  |
| 23 de octubre de 2012   | Manchester | Inglaterra     | Manchester Arena | Desconocidas          |
| 14 de noviembre de 2012 | Bucarest   | Rumania        | Romexpo          | Problemas logísticos  |

## Recaudación

### EnEuropayVenezuela
| Lugar                                       | Ciudad    | Entradas vendidas / Disponibles | Recaudación |
| ------------------------------------------- | --------- | ------------------------------- | ----------- |
| Estadio de Fútbol Universidad Simón Bolívar | Caracas   | 6,600 / 6,600 (100%)            | $1,748,020  |
| Hallenstadion                               | Zuric     | 13,000 / 13,000 (100%)          | $1,142,530  |
| O2 World                                    | Berlín    | 10,711 / 10,711 (100%)          | $839,296    |
| Sportpaleis                                 | Antwerp   | 14,610 / 14,610 (100%)          | $1,030,780  |
| O2 Arena                                    | Londres   | 12,840 / 12,840 (100%)          | $1,103,480  |
| O2 World                                    | Hamburgo  | 10,377 / 10,377 (100%)          | $623,167    |
| Perth Arena                                 | Perth     | 9,345 / 9,345 (100%)            | $1,400,780  |
| Allphones Arena                             | Sídney    | 21,780 / 21,780 (100%)          | $3,469,040  |
| Brisbane Entertainment Centre               | Brisbane  | 6,047 / 6,047 (100%)            | $1,053,730  |
| Rod Laver Arena                             | Melbourne | 20,500 / 20,500 (100%)          | $2,929,720  |
| TOTAL                                       | TOTAL     | 125,904 / 125,904 (100%)        | $15,341,283 |

### EnEstados Unidos
| Lugar                   | Ciudad           | Entradas vendidas / Disponibles | Recaudación |
| ----------------------- | ---------------- | ------------------------------- | ----------- |
| 14 de julio de 2012     | Montreal         | 26,912 / 26,912 (100%)          | $2,324,561  |
| 15 de julio de 2012     | Montreal         | 26,912 / 26,912 (100%)          | $2,324,561  |
| 17 de julio de 2012     | Toronto          | 27,413 / 27,413 (100%)          | $2,412,155  |
| 18 de julio de 2012     | Toronto          | 27,413 / 27,413 (100%)          | $2,412,155  |
| 20 de julio de 2012     | Newark           | 21,147 / 21,147 (100%)          | $1,325,295  |
| 21 de julio de 2012     | Newark           | 21,147 / 21,147 (100%)          | $1,325,295  |
| 25 de julio de 2012     | Boston           | 10,416 /10,416 (100%)           | $794,276    |
| 26 de julio de 2012     | Uncasville       | 7,169 / 7,169 (100%)            | $444,732    |
| 28 de julio de 2012     | Washington D. C. | 11,555 / 11,555 (100%)          | $983,007    |
| 29 de julio de 2012     | Atlantic City    | 11,220 / 11,220 (100%)          | $760,973    |
| 1 de agosto de 2012     | Minneapolis      | 6,458 / 6,458 (100%)            | $478,40     |
| 3 de agosto de 2012     | Chicago          | 12,403 / 12,403 (100%)          | $1,079,842  |
| 4 de agosto de 2012     | Kansas City      | 7,177 / 7,177 (100%)            | $360,355    |
| 8 de agosto de 2012     | San Jose         | 11,590 / 11,590 (100%)          | $927,022    |
| 11 de agosto de 2012    | Anaheim          | 11,021 / 11,021 (100%)          | $904,553    |
| 16 de agosto de 2012    | Los Ángeles      | 26,356 / 26,356 (100%)          | $2,016,192  |
| 17 de agosto de 2012    | Los Ángeles      | 26,356 / 26,356 (100%)          | $2,016,192  |
| 18 de agosto de 2012    | Paradise         | 8,066 / 8,066 (100%)            | $1,223,438  |
| 23 de agosto de 2012    | San Antonio      | 12,149 / 12,149 (100%)          | $881,913    |
| 25 de agosto de 2012    | Dallas           | 10,977 / 10,977 (100%)          | $912,710    |
| 26 de agosto de 2012    | Houston          | 10,510 / 10,510 (100%)          | $865,460    |
| 29 de agosto de 2012    | Atlanta          | 9,202 / 10,225 (90%)            | $516,543    |
| 31 de agosto de 2012    | Miami            | 23,906 / 23,906 (100%)          | $1,985,396  |
| 1 de septiembre de 2012 | Miami            | 23,906 / 23,906 (100%)          | $1,985,396  |
| TOTAL                   | TOTAL            | 265,647 / 266,670 (99%)         | $21,196,828 |